# Short Sturgeon
El Short Sturgeon fue un planeado bombardero de reconocimiento embarcado británico, cuyo desarrollo comenzó durante la Segunda Guerra Mundial con el requisito S.6/43, por un torpedero de altas prestaciones, que luego se perfeccionó hasta convertirse en el requisito S.11/43, que fue el que ganó el Sturgeon. Con el fin de la guerra en el Pacífico, se suspendió la producción de los portaaviones desde los que debía operar el Sturgeon, y la especificación original del bombardero de reconocimiento fue cancelada.
Luego, el Sturgeon fue rediseñado como un remolcador de blancos que estuvo en servicio en la flota durante varios años. Más tarde, el diseño básico del Sturgeon fue reelaborado como un prototipo de avión antisubmarino. Las numerosas modificaciones resultantes convirtieron el prometedor diseño en un "híbrido desafortunado y de aspecto grotesco".

## Diseño y desarrollo

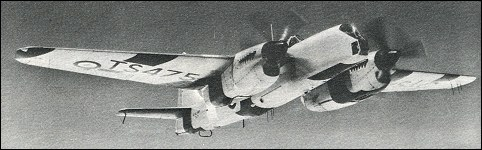
Sturgeon TT.2.

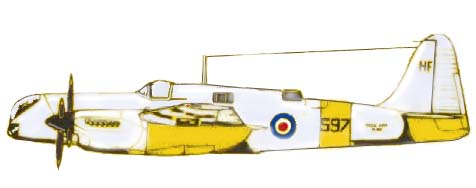
Perfil del Sturgeon TT.2.

El proceso de desarrollo que condujo al S.38 Sturgeon comenzó con el requerimiento S.6/43 de 1943 por un torpedero de altas prestaciones con una bodega de bombas que pudiera acomodar seis bombas de 230 kg o cualquiera de los torpedos aéreos estándar del momento, operando desde portaaviones de clase Audacious y Centaur. Se especificó un peso total máximo de 11 000 kg. No se invitó a Short Brothers a responder al S.6/43, pero las respuestas preliminares de los demás fabricantes participantes indicaban que un diseño bimotor que cumpliera todos los requisitos probablemente pesaría más de 11 000 kg, mientras que era poco probable que un diseño monomotor superara las prestaciones de los aviones en servicio.
Se permitió que procediera con el S.6/43, y hay indicios de que Shorts presentó dos ofertas no solicitadas, un diseño monomotor con el Bristol Centaurus y un diseño bimotor con Rolls-Royce Merlin. Sin embargo, ninguna de las presentaciones originales del S.6/43 fue adoptada y no se ha localizado ninguna referencia a las mismas en la documentación oficial. En cambio, la atención se centró en dividir los requisitos, y el requisito del torpedero pasó a ser el O.5/43, lo que finalmente condujo al Fairey Spearfish, mientras que el S.11/43 solicitaba un avión de reconocimiento capaz de operar como bombardero.
La especificación S.11/43 pedía el diseño y la construcción de un avión de reconocimiento naval bimotor para seguimiento y reconocimiento visual y fotográfico, de día o de noche, y también capaz de operar como bombardero. La especificación incluía un peso total máximo de 18 886 kg, altura (almacenado) de 5,2 m, longitud de 13,7 m y una envergadura de 18,3 m (ala extendida)/6,1 m (ala plegada). También se requirió el plegado asistido de las alas.
Shorts presentó el S.38 Sturgeon de Merlin gemelos como su oferta para el S.11/43, mientras que Armstrong Whitworth propuso el AW.54 de Merlin gemelos. Después de que el AW.54 fuera criticado por su falta de potencia, se presentó el AW.54A con dos turborreactores MetroVick F.3. Blackburn y Fairey también realizaron presentaciones (también con diseños de Merlin gemelos) y Westland con un diseño de potencia mixta que comprendía un radial Pratt & Whitney R-4360 Wasp Major en el morro y un turborreactor Halford H.1 en la cola. El 19 de octubre de 1943, Shorts recibió la "Instrucción para Proceder" y un encargo por tres prototipos denominados Sturgeon S.1, con las matrículas asignadas RK787, RK791 y RK794. Los requisitos finales adaptados del S.11/43 se realizaron en febrero de 1944.
La cabina del piloto era un subconjunto atornillado a la parte delantera del larguero, colocándola a nivel con el borde de ataque del ala, el navegante estaba detrás de la sección central del ala y el operador de radio, separado del navegante por su equipo, detrás de él. El navegante y el radio operador entraban por una puerta, que al abrirse hacía de escalera, situada en el lado de estribor, con sus asientos desplazados a babor. Las cámaras estaban instaladas en el fuselaje, detrás del operador de radio. Uno de los desafortunados fallos del Sturgeon fue la ubicación de los controles. El interruptor del extintor de incendios estaba ubicado junto a los interruptores de la cabina necesarios para disparar los cartuchos de arranque del motor, lo que provocó algunos percances involuntarios y cierta hilaridad no intencionada del personal de tierra.
El armamento sería de dos ametralladoras Browning de 12,7 mm en el morro, con una bomba de 450 kg o dos bombas de 225 kg o cuatro cargas de profundidad de 110 kg transportadas en la bodega de bombas, y 16 cohetes RP-3 de 27 kg transportados bajo las alas. Se instalaron un radar ASV y se llevaban dos cámaras F.52 y una sola cámara F.24 en las tareas de reconocimiento. La carga normal de combustible era 1900 L, pero para las misiones de reconocimiento se podía llevar un depósito de combustible de largo alcance de 820 L en la bodega de bombas.
El primer Short Sturgeon I (RK787) voló en el aeropuerto de Rochester el 7 de junio de 1946, demostrando tener un excelente manejo, y apareciendo en Farnborough en julio. En ese momento, Shorts había adoptado el sistema de designación universal de la S.B.A.C. y el S.38 fue redesignado como SA.1. Las pruebas de aterrizaje en cubierta se completaron con éxito en 1947. El contrato fue reasignado de Short Brothers a Short Brothers & Harland y el avión incompleto se trasladó a Belfast, donde el segundo prototipo, el RK791, voló desde Sydenham, el 18 de mayo de 1948. El RK791 compitió en la carrera de la Air League Challenge Cup de 1949, con una velocidad promedio de 475 km/h.
Con el final de la Segunda Guerra Mundial y la suspensión de los portaaviones de las clases Audacious y Centaur, la Marina Real ya no tenía las plataformas desde las que debía operar el modelo y el requisito del Sturgeon S.1 fue cancelado. El encargo de producción de 30 aviones se redujo a 23 y se cambió a una variante reelaborada según la especificación Q.1/46 para dar cabida a una función principal de remolcador de blancos con base en tierra, como S.39 Sturgeon TT.2 (luego reclasificado como SA.2). El tercer prototipo, RK794, se completó según el estándar TT.2 con una nueva matrícula, la VR363.
El TT.2 era un diseño de monoplano en voladizo de ala media, bimotor y grande, pero de aspecto limpio, con un morro acristalado distintivamente alargado en su configuración de remolcador de blancos. El fuselaje monocasco totalmente metálico se construyó en cuatro secciones que terminaban en un plano de cola en voladizo con un solo empenaje y timón. El timón y los estabilizadores estaban recubiertos de tela. El diseño del ala presentaba un borde de ataque aflechado y una forma trapezoidal en las secciones exteriores, y la misma se plegaba por el exterior de los motores gemelos Merlin 140 que movían hélices contrarrotativas (lo que permitía que las palas fueran más cortas y que los Merlin se montaran más cerca de la línea central). Las ruedas principales se retraían hacia atrás en las góndolas motoras, mientras que la rueda de cola se retraía hacia adelante dentro del fuselaje. Los radiadores estaban montados en el borde de ataque, entre las góndolas y el fuselaje.
El papel del Sturgeon en la posguerra comenzó como un avión de enlace y remolcador de blancos naval con modificaciones en el morro, alargado para proporcionar una posición de cámara manual por delante de los arcos de la hélice y un sistema de cabrestante. La tripulación de dos personas incluía al piloto y al "observador" polivalente que debía realizar las funciones de navegante, operador de radio, operador de blancos y operador de cámara, para lo cual se elevó el fuselaje para permitir que el mismo se arrastrara por debajo de la posición del piloto, moviéndose entre las estaciones en el morro y la parte trasera del fuselaje. En 1953, con el abandono de las prácticas de tiro al blanco, el requisito del morro con cámara desapareció y cinco TT.2 fueron convertidos a la variante SB.9 Sturgeon TT.3 con un perfil de morro similar al del S.1
Los penúltimo y último Sturgeon fueron reconstruidos en 1949 como prototipos del SB.3, un avión antisubmarino propuesto para cubrir el requerimiento M.6/49, propulsado por dos turbohélice Armstrong Siddeley Mamba AS Ma3 de 855 kW (1147 shp) que movían dos hélices de cuatro palas. Los gases de escape del motor estaban dirigidos hacia abajo en lugar de hacia atrás. Otra modificación importante fue el injerto de un gigantesco morro bulboso, que albergaba a dos operadores de radar, en estaciones por delante de los motores, y el propio radar, debajo. Los graves problemas que surgieron de las modificaciones provocaron la desaparición del proyecto, a saber, "el flujo de los turbohélices Mamba desestabilizó gravemente el avión en algunos niveles de potencia y destruyó las buenas características de manejo. Resultó imposible compensarlo para el vuelo seguro con un solo motor, que era una necesidad para realizar patrullas antisubmarinas de larga duración".
Se encargaron dos prototipos del SB.3 y el primero, el WF632, voló el 8 de diciembre de 1950 en Belfast. El diseño resultó extremadamente difícil de compensar cuando se volaba con un solo motor y era tan inestable que no se hizo ningún esfuerzo para resolver estos problemas; en consecuencia, el proyecto fue cancelado antes de que volara el segundo prototipo, el WF636. Ambos aviones tuvieron una vida muy corta y fueron desguazados en 1951.

## Historia operacional
La principal variante de producción, el remolcador de blancos TT.2 naval, pasó la mayor parte de su vida con el Escuadrón n.º 728 en Hal Far, Malta. El modelo también fue operado por el Escuadrón n.º 771 en RNAS Ford en 1950-1954. Su función principal como remolcador de blancos incluía remolcar los mismos en prácticas de tiro tierra-aire, marcaje fotográfico de fuego tierra-aire, remolque de blancos en prácticas aire-aire de día y de noche, prácticas de tiro de "lanzamiento" y calibración de radares.
Se planeó modificar todos los Sturgeon TT.2 existentes a un estándar TT.3 a principios de la década de 1950; sin embargo, el programa de conversión se detuvo después de cinco aviones. El morro extendido del TT.2 con su equipo fotográfico sincronizado y su puesto de tripulación fue retirado y reemplazado por un cono de morro aerodinámico más pequeño. Con el cambio de operaciones en portaaviones a bases terrestres, también se eliminó todo el equipo de aterrizaje en cubierta y se modificó el ala para llevar un engranaje de plegado manual, en lugar del sistema hidráulico del TT.2.
Un TT.2 (VR363), pilotado por "Jock" Eassie, se utilizó brevemente como remolcador de planeador en las pruebas de vuelo del Short SB.1. Este planeador experimental "sin cola", diseñado por David Keith-Lucas y el profesor Geoffrey T.R. Hill, fue construido por Shorts como una iniciativa de investigación privada para probar el concepto de ala aeroisoclínica. El primer lanzamiento remolcado del SB.1, pilotado por el piloto de pruebas jefe de Shorts, Tom Brooke-Smith, despegó de RAF Aldergrove el 30 de julio de 1951. El SB.1 fue remolcado a 3048 m (10 000 pies) de altitud, completándose el vuelo con éxito.
En el segundo vuelo del día, se extendió la cuerda de remolque y Brooke-Smith experimentó los problemas inherentes a volar un avión ligero en medio de las turbulencias provocadas por el avión remolcador. Brooke-Smith tuvo que soltar amarras a baja altura y, mientras intentaba deslizarse lateralmente para salir de la estela, chocó contra el suelo con el morro hacia abajo a 90 mph, hiriéndose gravemente y dañando la aeronave. Dado que los grandes daños sufridos por el Short SB.1 requirieron una reconstrucción, la decisión de propulsar el planeador modificado (redesignado como Short SB.4 Sherpa) significó el fin del uso del avión de remolque Sturgeon en el programa.

## Variantes
Sturgeon S.1
Avión de ataque embarcado en portaaviones, uno de ellos completado en Shorts, Rochester, antes de que la producción se trasladara a Belfast. Se encargaron tres prototipos, pero el tercero se completó como prototipo del TT.2. Se canceló el contrato de producción de 30 S.1 a construir en Rochester.
Sturgeon TT.2
Remolcador de blancos, se ordenó la construcción dos prototipos y 23 aviones de producción en Belfast; algunos se convirtieron posteriormente al estándar TT.3.
Sturgeon TT.3
Variante revisada de remolcador de blancos, cinco ejemplares modificados en Rochester, a partir de TT.2.
SB.3
Prototipo de avión antisubmarino construido en Belfast. Se encargaron dos prototipos, volando el primero el 12 de agosto de 1950 y siendo luego mostrado en el Salón Aeronáutico de Farnborough de la Sociedad de Compañías Aeroespaciales Británicas (SBAC) de 1950; el segundo ejemplar se completó, pero nunca voló.
Caza nocturno Jet Sturgeon
Existen dibujos de una variante del Sturgeon modificada con dos turbofán Rolls Royce AJ.40 en lugar de los Merlin, y armada con cuatro cañones Hispano de 20 mm. Estaba relacionada con la decisión de 1945 del Jefe Adjunto del Estado Mayor Naval (Aire) de ordenar la evaluación de un derivado del Sturgeon como caza nocturno con un rendimiento mejorado, como alternativa de bajo riesgo al desarrollo del De Havilland Sea Hornet NF.21, bajo la especificación N.21/45. Como el Sea Hornet NF.21 tuvo éxito, no se llevó a cabo ningún desarrollo detallado.

## Operadores
Reino Unido
- Marina Real, Fleet Air Arm[14]

## Especificaciones (SB.9 Sturgeon TT.3)
Referencia datos: The World's Worst Aircraft., The Aircraft of the World,

### Características generales
- Tripulación: Tres
- Longitud: 13 m (42,7 ft)
- Envergadura: 18,3 m (59,9 ft)
- Altura: 4 m (13,2 ft)
- Superficie alar: 48,2 m² (518,4 ft²)
- Perfil alar: raíz: NACA 642215.3; punta: NACA 642215.6
- Peso vacío: 7696 kg (16 962 lb)
- Peso cargado: 8222 kg (18 121,3 lb)
- Peso máximo al despegue: 9843 kg (21 694 lb)
- Planta motriz: 2× motor lineal V12 refrigerado por líquido Rolls-Royce Merlin 140.
  - Potencia: 1550 kW (2137 HP; 2108 CV) a 610 m (2000 pies) cada uno.
- Hélices: Rotol de 6 palas de madera, contrarrotativas de velocidad constante, totalmente abanderables
- Diámetro de la hélice: 3 m
- Alargamiento: 6,4
- Capacidad de combustible: 1900 L en cuatro depósitos alares, más un depósito auxiliar adicional de 820 L en la bodega de bombas; 100 L de aceite por motor

### Rendimiento
- Velocidad máxima operativa (Vno): 589 km/h (366 MPH; 318 kt)
- Velocidad crucero (Vc): 502 km/h (312 MPH; 271 kt)
- Alcance: 2600 km (1404 nmi; 1616 mi)
- Techo de vuelo: 10 700 m (35 105 ft)
- Régimen de ascenso: 11,8 m/s (2323 ft/min)

## Aeronaves relacionadas

### Aeronaves similares
- Grumman XTB2F
- Grumman XTSF
- Bristol Brigand
- De Havilland Hornet

### Secuencias de designación
- Secuencia S._ (interna de Short, posterior a 1921): ← S.35 - S.36 - S.37 - S.38 - S.39 - S.40 - S.41 - S.42 →
- Secuencia S_._ (interna de Short, secuencia de la SBAC): SA.1 - SA.2 - SA.3 - SA.4 - SA.5 -- SA.9 - SB.1 - SB.2 - SB.3 - SB.4 - SB.5 - SB.6 - SB.7 - SB.8 - SB.9 - SC.1 - SC.2 - SC.3 →